# Lielupe (Letonia)
Lielupe es un barrio de la ciudad de Jūrmala, Letonia.

## Superficie
Posee una superficie de 2,6 kilómetros cuadrados (260 hectáreas).

## Población
Hasta 2008 presentaba una población de 1623 habitantes, con una densidad de población de 624,2  habitantes por kilómetro cuadrado.